# Hermann Munk
Hermann Munk (3 de febrero de 1839 - 1 de octubre de 1912) fue un fisiólogo alemán. Nació en Posen, estudió en Berlín y Gotinga y en 1862 se convirtió en docente en la antigua universidad. Siete años después fue ascendido a profesor asistente y, en 1876, a profesor de fisiología en la facultad de veterinaria de Berlín. Además de estudios sobre los métodos de producción de lombrices, Munk escribió sobre la fisiología de los nervios y especialmente sobre el cerebro.

## Corteza visual
Hermann Munk realizó importantes aportaciones al campo de la psicología en relación con la ruta del ojo al cerebro gracias a sus meticulosos métodos de investigación. En 1878, publicó los resultados de estudios con perros y monos que llevaban a la conclusión de que la visión se localizaba en la zona cortical occipital. En medio de la investigación, repitió su estudio y publicó hallazgos similares en 1881. Se centró en los perros y, a diferencia de muchos otros de su época, mantuvo vivos a sus sujetos durante una media de 5 años para estudiar los efectos a largo plazo.
A lo largo de sus investigaciones descubrió que las lesiones corticales en las áreas visuales provocan ceguera. Llamó Seelenblindheit, o ceguera psíquica, a la ceguera experimentada tras dañar la porción posterior del córtex occipital. Mientras sufrían ceguera psíquica, los perros eran capaces de navegar con eficacia, pero no mostraban signos de reconocer cuáles eran los objetos que tenían delante cuando sólo se les permitía utilizar la vista. Normalmente, los perros se recuperaban de la ceguera psíquica en un plazo de 4 a 6 semanas y parecía que volvían a aprender más rápido de lo que aprendían por primera vez el significado de los objetos. El segundo tipo de ceguera, la Rindenblindheit o ceguera cortical, se produce por lesiones mucho mayores en el córtex occipital. La ceguera cortical se manifiesta como una pérdida completa de visión y muestra que la visión afecta a zonas que rodean el córtex occipital.